# Pelang Kidul
Pelang Kidul is een bestuurslaag in het regentschap Ngawi van de provincie Oost-Java, Indonesië. Pelang Kidul telt 4897 inwoners (volkstelling 2010).